# شهرستان فرقت
ناحیهٔ فُرقَت (به ازبکی: Furqat District) یک منطقهٔ مسکونی در ازبکستان است که در استان فرغانه واقع شده‌است.

## خصوصیات
ناحیهٔ فرقت ۳۱۰ کیلومترمربع مساحت و ۸۸٬۷۰۰ نفر جمعیت دارد.